# Super sentai
Super sentai (スーパー戦隊?, Sūpā sentai, lett. "Super squadre da combattimento") è un media franchise giapponese di serie televisive e film tokusatsu creato da Shōtarō Ishinomori, in cui squadre multicolori lottano per la pace mondiale contro forze extraterrestri o demoniache.

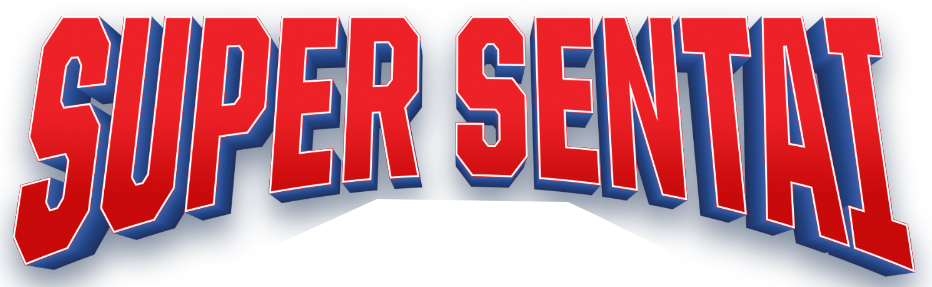
Logo del franchise

Sviluppatosi con la serie Himitsu sentai Gorenger (Squadrone segreto Goranger o Squadrone segreto dei Cinque Ranger) del 1975, sono state poi prodotte più di 40 serie, trasmesse sulla rete televisiva TV Asahi e dal 1980 prodotte dalla Toei Company. 
Denshi sentai Denziman e Goggle Five sono le uniche serie finora trasmesse in Italia.

## Elementi di una serie diSuper sentai
La premessa di ciascuna serie è che un gruppo di cinque ragazzi (talvolta solo tre individui) ricevono dei poteri speciali (attraverso la tecnologia o la magia), indossano tute colorate e usano armi all'avanguardia e arti marziali per combattere esseri malvagi provenienti dallo spazio, da un'altra dimensione o dal passato della Terra.
Dopo che lo squadrone ha battuto un mostro della settimana e le creature umanoidi (soldati) che accompagnavano il mostro, i membri chiamano in aiuto dei veicoli o animali robotici che si uniscono per formare dei potenti robot giganti che vengono pilotati dagli eroi per combattere una versione ingrandita del mostro che avevano appena sconfitto.
Nonostante ciascuna serie sia ambientata in un arco narrativo diverso, ci sono comunque dei film e special TV che mostrano le squadre delle varie serie allearsi fra di loro.
A differenza di quanto avviene negli adattamenti pubblicati in Occidente, nelle serie Super sentai vi sono imprecazioni, molti più momenti drammatici e talvolta muore anche uno dei protagonisti (anche se le serie recenti puntano di più sull'umorismo).
I robot giganti apparvero nelle serie a partire da Battle Fever J. I Goranger e i JAKQ non avevano robot.
L'idea di avere dei mecha in Super sentai viene dal tokusatsu Spider-Man, con protagonista l'Uomo Ragno, sempre prodotta dalla Toei dove l'eroe tessiragnatele usava un robot gigante per combattere i mostri della settimana.
Fino alla serie Ohranger del 1995, le prime due serie di Super sentai, Gorenger e JAKQ non erano considerate serie del franchise, probabilmente a causa della morte del loro autore (Shōtarō Ishinomori), dato ciò, all'epoca della serie Gosei sentai Dairanger, del 1993, il primo Red Ranger di Super sentai era Battle Japan di Battle Fever J, il quale comparve durante una pubblicità riguardante Dairanger, accanto a Ryuranger, il Red Ranger di Dairanger.
Ogni serie ha sempre un certo tema per i costumi (come la tecnologia per Megaranger e le lancette dell'orologio per Timeranger), la serie Ressha sentai ToQger ha come tema per i costumi i treni.

## Distribuzioni
Anche se le serie sono nate in Giappone, sono state importate e doppiate in altre lingue per la trasmissione in paesi occidentali.

### Europa
Choudenshi Bioman, Choushinsei Flashman, Hikari sentai Maskman, Choujuu sentai Liveman, Kousoku sentai Turboranger, Chikyuu sentai Fiveman e Choujin sentai Jetman sono stati trasmessi in Francia dal 1987 fino all'inizio del 1994 con Maskman, Liveman essendo le ultime due trasmesse come Bioman 2 e Bioman 3.  Inoltre, Liveman, Turboranger e Jetman sono state trasmesse in Spagna e Portogallo. Invece le serie di Denshi sentai Denjiman e Dai sentai Goggle-V sono state trasmesse in Italia. Inoltre, alcuni episodi di Bioman e Turboranger sono stati commercializzati su VHS in Grecia.

### Brasile
In Brasile, la prima serie dei Super sentai trasmessa è stata Dengeki sentai ChangeMan nel 1988, sulla ormai defunta Manchete TV (nel 1999 è stata rinominata come Rede TV!), e ha avuto un impatto enorme, al momento è considerata come una serie cult. Grazie al successo di ChangeMan, sono stati importate altre serie come Choushinsei Flashman, Hikari sentai Maskman e Dai sentai Goggle V. Le serie successive furono interrotte per questioni burocratiche e finanziare, per essere sostituite dalle nuove serie in uscita dei Power Rangers, doppiate in lingua portoghese.

### Asia
J.A.K.Q. Dengekitai è stata la prima serie Super sentai trasmessa nelle Filippine, anche se Himitsu sentai Gorenger è stata la serie che ha fatto più successo. Proprio come in Francia e in Brasile, Choudenshi Bioman (doppiato in inglese) e Hikari sentai Maskman (il primo Super sentai doppiato in filippino dalla rete IBC-13) sono stati trasmessi nelle Filippine negli anni 1980, così come Kousoku Sentai Turboranger, Chikyuu Sentai Fiveman, Choujin sentai Jetman e Dai sentai Goggle V nei primi anni '90. Varie serie Super sentai come Fiveman e Choushinsei Flashman sono state trasmesse anche in Malesia nel 1990. Quasi tutte le serie di Super sentai sono state trasmesse in Thailandia dagli anni '80.
In Indonesia, alcune serie di Super sentai furono trasmesse da RCTI, SCTV e Indosiar e doppiate in Indonesiano.

## Elenco serie televisive prodotte

### Elenco ufficiale
| Nº | Titolo                                                | Traduzione del titolo originale                                                | Anno/i          |
| -- | ----------------------------------------------------- | ------------------------------------------------------------------------------ | --------------- |
| 1  | Himitsu sentai Gorenger                               | Squadrone segreto Gorenger                                                     | 1975 - 1977     |
| 2  | JAKQ dengekitai                                       | Squadrone d'assalto JAKQ                                                       | 1977            |
| 3  | Battle Fever J                                        | Battle Fever J                                                                 | 1979 - 1980     |
| 4  | Denshi sentai Denziman                                | Squadrone elettrico Denziman                                                   | 1980 - 1981     |
| 5  | Taiyō sentai Sun Vulcan                               | Squadrone Solare Sun Vulcan                                                    | 1981 - 1982     |
| 6  | Goggle Five (Dai sentai Goggle V)                     | Grande squadrone Goggle Five                                                   | 1982 - 1983     |
| 7  | Kagaku sentai Dynaman                                 | Squadrone scientifico Dynaman                                                  | 1983 - 1984     |
| 8  | Chōdenshi Bioman                                      | Super elettrone Bioman                                                         | 1984 - 1985     |
| 9  | Dengeki sentai Changeman                              | Squadra d'assalto Changeman                                                    | 1985 - 1986     |
| 10 | Chōshinsei Flashman                                   | Supernova Flashman                                                             | 1986 - 1987     |
| 11 | Hikari sentai Maskman                                 | Squadrone della luce Maskman                                                   | 1987 - 1988     |
| 12 | Chōjū sentai Liveman                                  | Squadrone super-bestie Liveman                                                 | 1988 - 1989     |
| 13 | Kōsoku sentai Turboranger                             | Squadrone alta velocità Turboranger                                            | 1989 - 1990     |
| 14 | Chikyū sentai Fiveman                                 | Squadrone terrestre Fiveman                                                    | 1990 - 1991     |
| 15 | Chōjin sentai Jetman                                  | Squadrone uomini-uccello Jetman                                                | 1991 - 1992     |
| 16 | Kyōryū sentai Zyuranger                               | Squadrone dinosauro Zyuranger                                                  | 1992 - 1993     |
| 17 | Gosei sentai Dairanger                                | La squadra delle cinque stelle Dairanger                                       | 1993 - 1994     |
| 18 | Ninja sentai Kakuranger                               | Squadrone ninja Kakuranger                                                     | 1994 - 1995     |
| 19 | Chōriki sentai Ohranger                               | Squadrone super-potente Ohranger                                               | 1995 - 1996     |
| 20 | Gekisō sentai Carranger                               | Squadrone di gara Carranger                                                    | 1996 - 1997     |
| 21 | Denji sentai Megaranger                               | Squadrone elettronico Megaranger                                               | 1997 - 1998     |
| 22 | Seijū sentai Gingaman                                 | Squadrone bestie-galattiche Gingaman                                           | 1998 - 1999     |
| 23 | Kyūkyū sentai GoGoFive                                | Squadra di soccorso GoGoFive                                                   | 1999 - 2000     |
| 24 | Mirai sentai Timeranger                               | Squadrone del futuro Timeranger                                                | 2000 - 2001     |
| 25 | Hyakujū sentai Gaoranger                              | Squadrone delle 100 bestie Gaoranger                                           | 2001 - 2002     |
| 26 | Ninpū sentai Hurricaneger                             | Squadrone ninja del vento Hurricaneger                                         | 2002 - 2003     |
| 27 | Bakuryū sentai Abaranger                              | Squadrone esplosauro Abaranger                                                 | 2003 - 2004     |
| 28 | Tokusō sentai Dekaranger                              | Squadrone di investigazione speciale Dekaranger                                | 2004 - 2005     |
| 29 | Mahō sentai Magiranger                                | Squadrone magico Magiranger                                                    | 2005 - 2006     |
| 30 | Gōgō sentai Boukenger                                 | Squadrone rombante Boukenger                                                   | 2006 - 2007     |
| 31 | Jūken sentai Gekiranger                               | Squadrone pugno di bestia Gekiranger                                           | 2007 - 2008     |
| 32 | Engine sentai Go-Onger                                | Squadrone motorizzato Go-Onger                                                 | 2008 - 2009     |
| 33 | Samurai sentai Shinkenger                             | Squadrone samurai Shinkenger                                                   | 2009 - 2010     |
| 34 | Tensō sentai Goseiger                                 | Squadrone celestiale Goseiger                                                  | 2010 - 2011     |
| 35 | Kaizoku sentai Gokaiger                               | Squadrone pirata Gokaiger                                                      | 2011 - 2012     |
| 36 | Tokumei sentai Go-Busters                             | Squadrone di operazioni speciali Go-Busters                                    | 2012 - 2013     |
| 37 | Jūden sentai Kyoryuger                                | Squadrone elettrosauro Kyoryuger                                               | 2013 - 2014     |
| 38 | Ressha sentai ToQger                                  | Squadrone dei treni ToQger                                                     | 2014 - 2015     |
| 39 | Shuriken sentai Ninninger                             | Squadrone shuriken Ninninger                                                   | 2015 - 2016     |
| 40 | Dōbutsu sentai Zyuohger                               | Squadrone animale Zyuohger                                                     | 2016 - 2017     |
| 41 | Uchū sentai Kyuranger                                 | Squadrone spaziale Kyuranger                                                   | 2017 - 2018     |
| 42 | Kaitō sentai Lupinranger VS keisatsu sentai Patranger | Squadrone dei ladri gentiluomini Lupinranger VS squadrone poliziesco Patranger | 2018 - 2019     |
| 43 | Kishiryū sentai Ryusoulger                            | Squadrone dei cavalieri-dinosauro Ryusoulger                                   | 2019 - 2020     |
| 44 | Mashin sentai Kiramager                               | Squadrone delle macchine Kiramager                                             | 2020 - 2021     |
| 45 | Kikai sentai Zenkaiger                                | Squadrone dei kikai Zenkaiger                                                  | 2021 - 2022     |
| 46 | Avataro sentai DonBrothers                            | Squadrone degli avataro DonBrothers                                            | 2022 - 2023     |
| 47 | Ōsama sentai King-Ohger                               | Squadrone dei re King-Ohger                                                    | 2023 - 2024     |
| 48 | Bakuage sentai Boonboomger                            | Squadrone dei colpi esplosivi Boonboomger                                      | 2024 - 2025     |
| 49 | No. 1 sentai Gozyuger                                 | Squadrone nº 1 Gozyuger                                                        | 2025 - in corso |

### Serie collegate

#### Ninja Captor
Ninja Captor (忍者キャプター, Ninja Kyaputā) è una serie televisiva trasmessa contemporaneamente a Himitsu sentai Gorenger. Risulta essere molto simile a Super sentai, ma ad oggi non ne viene considerata parte. In passato, tuttavia, alcune pubblicazioni la consideravano parte integrante del gruppo di serie televisive.

#### Hikōnin sentai Akibaranger
Hikōnin sentai Akibaranger (非公認戦隊アキバレンジャー, Hikōnin sentai Akibarenjā; letteralmente "Squadra non ufficiale Akibaranger") è una serie televisiva direttamente collegata con Super sentai, ma che (come deducibile dal titolo) viene considerata "non ufficiale", non venendo numerata come parte integrante. La serie, rivolta a un pubblico più adulto rispetto alle serie regolari, funge da parodia delle suddette, presentando numerosi riferimenti diretti a Super sentai. Ne sono state prodotte due stagioni, la cui seconda si intitola Hikōnin sentai Akibarenger season tsū (非公認戦隊アキバレンジャーシーズン痛, Hikōnin sentai Akibarenjā shīzun tsū).

#### Powerranger Dinoforce Brave
Powerranger Dinoforce Brave (파워레인저 다이노포스 브레이브, Pawoleinjeo Dainoposeu Beureibeu) è una serie televisiva sudcoreana che funge da seguito a Jūden sentai Kyoryuger (nota in Corea del Sud come Powerranger Dinoforce). La serie è stata trasmessa anche in Giappone, col titolo Jūden sentai Kyoryuger Brave (獣電戦隊キョウリュウジャーブレイブ, Jūden sentai Kyōryūjā Bureibu).

#### 4shū renzoku special - Super sentai saikyō battle!!
4shū renzoku special - Super sentai saikyō battle!! (4週連続スペシャル スーパー戦隊最強バトル!!, Yon-shū renzoku supesharu Sūpā sentai saikyō batoru!!; letteralmente "Speciale di quattro settimane - La più grande battaglia di Super sentai") è una miniserie televisiva in quattro puntate in cui compaiono personaggi provenienti dalle serie precedenti.

#### The High School Heroes
The High School Heroes (ザ・ハイスクール ヒーローズ, Za Haisukūru Hīrōzu) è una serie televisiva, prodotta sempre da Toei, simile a Super sentai, anche se non ne fa ufficialmente parte.

### Adattamenti
Negli Stati Uniti la Saban Entertainment, utilizzando scene di Super sentai, ha prodotto il gruppo di serie televisive Power Rangers, che ha riscosso un notevole successo. La prima serie a venire adattata è stata Kyōryū sentai Zyuranger, e da allora quasi tutte le successive hanno subito tale adattamento, con poche eccezioni.

### Altre serie
Sono state inoltre prodotte alcune serie che omaggiano Super sentai, come la giapponese Cho ninja tai Inazuma! (超忍者隊イナズマ!, Cho ninja tai Inazuma!; letteralmente "La super squadra ninja Inazuma!") o produzione estere come la tailandese Kà-buan gaan Sport Ranger (ขบวนการ สปอร์ตเรนเจอร์, Kà-buan gaan sà-bpordtà Renje) e la francese France Five nota anche come Jūshi sentai France Five (letteralmente "La squadra dei cinque moschettieri France Five") e successivamente Shin kenjūshi France Five (letteralmente "I nuovi moschettieri spadaccini France Five").